# Hermanna Molkenboer-Trip

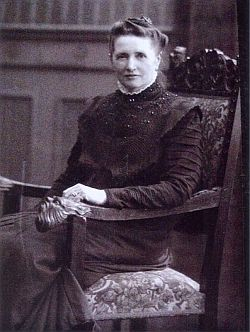
Hermanna Molkenboer-Trip

Hermanna Molkenboer-Trip, född Trip 1851, död 1911, var en nederländsk fabrikör. 
Hon var dotter till advokaten Scato Trip (1807-1871) och Martha Cornelia Blok (1825-1867) och gifte sig 1875 med fabrikören Johannes Hermanus Molkenboer (1845-1892) i Oldenzaal. 
Hon var från 1892 direktör för Molkenboer-Trip textilväverier i Twente (JH Molkenboer jr, från 1901 NV Oldenzaalsche Stoomweverij), som från 1902 var kunglig hovleverantör: företaget hade levererat linne till drottning Wilhelminas utstyrsel under dennas bröllop 1901. 
Hon deltog 1898 med sin firma i utställningen över nederländska affärskvinnors och konstnärers produkter, Nationale Tentoonstelling van Vrouwenarbeid 1898, som var en milstolpe för den nederländska kvinnorörelsen.  
Hon var engagerad i den samtida kvinnorörelsen, särskilt i dräktreformrörelsen. Hon blev bekant med kvinnorörelsen under sitt deltagande i utställningen 1898, och lät sedan tillverka reformdräkter i sin klädfabrik. 